# Eddie Fisher
Eddie Fisher (Edwin Jack Fisher: Filadelfia, Pensilvania, 10 de agosto de 1928-Berkeley, California, 22 de septiembre de 2010) fue un cantante y artista del mundo del espectáculo de nacionalidad estadounidense, uno de los intérpretes de mayor fama y éxito mundial de la década de 1950, con unas ventas de millones de discos, y con un show televisivo propio. Su divorcio de Debbie Reynolds, para casarse con Elizabeth Taylor, viuda de su mejor amigo, recibió una publicidad escandalosa en su momento.

## Primeros años
Era el cuarto de los siete hijos de una familia de inmigrantes judíos de origen ruso. Sus padres eran Kate Winokur y Joseph Fisher. El apellido original de su padre era Tisch o Fisch, pero decidió darle una forma más cercana al inglés, Fisher, tras su entrada en los Estados Unidos.
Fisher estudió en la Timas Junior High School, en la South Philadelphia High School y en la Simon Gratz High School. Ya desde joven destacaba su talento como vocalista, por lo que empezó a cantar en numerosos eventos de aficionados, los cuales ganaba habitualmente. Su debut radiofónico se produjo en la WFIL, una emisora local de Filadelfia. También actuó en el programa Arthur Godfrey's Talent Scouts. Debido a que brillaba como una estrella local del canto, Fisher decidió dejar la high school para iniciar su carrera como cantante.

## Carrera
En 1946 Fisher cantaba con las bandas de Buddy Morrow y Charlie Ventura. Eddie Cantor le oyó mientras cantaba en 1949 en un local de vacaciones en las Montañas Catskill. Tras actuar en el show radiofónico de Cantor, el éxito le sonrió y ganó fama nacional, consiguiendo un contrato con RCA Records.
Fisher fue alistado en 1951 por el Ejército de los Estados Unidos y enviado a Texas, donde recibió entrenamiento básico, sirviendo durante un año en Corea. Entre 1952 y 1953 fue el solista de la United States Army Band (conocida como la Pershing's Own) y miembro de la sección de tenores del Coro de dicha banda, siendo asignado a Fort Myer, en el Distrito Militar de Washington D. C. Durante su período de servicio hizo ocasionales actuaciones televisivas, siempre de uniforme, siendo presentado como el "Private First Class Eddie Fisher."
Tras su licenciamiento, ganó aún más popularidad cantando en los mejores nightclubs. También tuvo un programa televisivo de variedades, Coke Time with Eddie Fisher (NBC, 1953-1957), actuó en el show de Perry Como, y en los programas The Gisele MacKenzie Show, The Chesterfield Supper Club y The George Gobel Show, además de protagonizar otra serie, The Eddie Fisher Show (NBC, 1957-1959).
Cantante anterior a la época del rock and roll, la fuerte y melodiosa voz de tenor de Fisher le convirtió en un ídolo de los adolescentes y uno de los cantantes más famosos de los primeros años cincuenta. Tuvo 17 canciones en el Top 10 de las listas entre 1950 y 1956, y otras 35 en el Top 40.
En 1956 Fisher coprotagonizó junto a su entonces esposa, Debbie Reynolds, la comedia musical Bundle of Joy. Además, hizo un papel serio en el drama de 1960 Butterfield 8, en este caso con su segunda esposa, Elizabeth Taylor. Su mejor amigo fue el showman y productor Mike Todd, fallecido en un accidente aéreo en 1958. La relación de Fisher con Taylor, viuda de Todd, y su posterior matrimonio, supuso un escándalo en el mundo del espectáculo, y el cantante y Reynolds se divorciaron en un proceso que le trajo tan desfavorable publicidad, que la NBC canceló la serie televisiva de Fisher en marzo de 1959.
En 1960 dejó el sello RCA Victor para grabar durante un breve tiempo con su propia discográfica, Ramrod Records. Posteriormente trabajó para Dot Records. En esta época hizo la primera grabación comercial de "Sunrise, Sunset", de la obra El violinista en el tejado. Técnicamente, debería ser el mayor éxito de Fisher, aunque raramente se le asocia con dicho tema. También grabó el álbum Eddie Fisher Today (1965), que mostraba una mayor profundidad de la esperada a tenor de sus sencillos de años anteriores. El contrato con Dot no tuvo éxito en cuanto a récords de venta, por lo que volvió a RCA Victor, teniendo un pequeño éxito con el sencillo de 1966 "Games That Lovers Play", con Nelson Riddle, y que dio título a su álbum más vendido.
Cuando Fisher estaba en la cima de su fama, mediada la década de 1950, los sencillos, más que los álbumes, eran el principal medio de grabación. Su último álbum para RCA fue un homenaje a Al Jolson, You Ain't Heard Nothin' Yet. En 1983 intentó reaparecer mediante una gira, pero no tuvo éxito. El último álbum de Eddie Fisher se grabó hacia 1984 para el sello Bainbridge. Sus últimas grabaciones, nunca editadas, se hicieron en 1995 con la Orquesta Filarmónica de Londres.
Además de esas actividades, Fisher actuó en los mejores locales y salas de concierto de los Estados Unidos, destacando sus actuaciones en Las Vegas, Nevada, en el Teatro Palace de Nueva York y en el London Palladium de Londres.
Fisher tiene dos estrellas en el paseo de la fama de Hollywood, una por su actividad discográfica en el 6241 de Hollywood Boulevard, y otra por su trabajo televisivo en el 1724 de Vine Street.

## Vida personal
Fisher tuvo cinco matrimonios y cuatro hijos:
- Debbie Reynolds (1955-1959; divorciados)
  - Carrie Fisher (1956-2016)
  - Todd Fisher (nacido en 1958)
- Elizabeth Taylor (1959-1964; divorciados)
- Connie Stevens (1967-1969; divorciados)
  - Joely Fisher (nacida en 1967)
  - Tricia Leigh Fisher (nacida en 1968)
- Terry Richard (1975-1976; divorciados) Salió durante 9 meses con esta reina de belleza de 21 años hasta que se casaron el 29 de octubre de 1975; se divorciaron el 1 de abril de 1976.
- Betty Lin (1993-15 de abril de 2001) Estuvo casado con esta mujer de negocios de origen chino (nacida en 1922) hasta el fallecimiento de ella.

En 1981 Fisher escribió una autobiografía, Eddie: My Life, My Loves (ISBN 0-06-014907-8), y otras más en 1999, Been There, Done That (ISBN 0-312-20972-X). La última dedica poco espacio a la carrera de Fisher como cantante, pero recicla el material del primer libro y añade muchos nuevos detalles sexuales que no podían publicarse con anterioridad.
Fisher se rompió la cadera el 9 de septiembre de 2010, y falleció 13 días después en su domicilio en Berkeley (California), a causa de complicaciones de la cirugía a la que hubo de someterse. Tenía 82 años de edad.
Sus restos fueron incinerados, y las cenizas enterradas al lado de la tumba de su esposa Betty, fallecida el 15 de abril de 2001, en el Cementerio Cypress Lawn Memorial Park.

## Discografía

### Canciones de éxito
| Año  | Sencillo                                           | Posición en listas | Posición en listas | Posición en listas |
| Año  | Sencillo                                           | Billboard Hot 100  | Adult Contemporary | UK Singles Chart   |
| ---- | -------------------------------------------------- | ------------------ | ------------------ | ------------------ |
| 1948 | "You Can't Be True, Dear" (con The Marlin Sisters) | 19                 | —                  | —                  |
| 1950 | "Thinking of You"                                  | 5                  | —                  | —                  |
| 1951 | "Bring Back the Thrill"                            | 14                 | —                  | —                  |
| 1951 | "Unless"                                           | 17                 | —                  | —                  |
| 1951 | "I'll Hold You In My Heart"                        | 18                 | —                  | —                  |
| 1951 | "Turn Back the Hands of Time"                      | 8                  | —                  | —                  |
| 1951 | "Anytime"                                          | 2                  | —                  | —                  |
| 1952 | "Tell Me Why"                                      | 4                  | —                  | —                  |
| 1952 | "Trust In Me"                                      | 25                 | —                  | —                  |
| 1952 | "Forgive Me"                                       | 7                  | —                  | —                  |
| 1952 | "That's the Chance You Take"                       | 10                 | —                  | —                  |
| 1952 | "I'm Yours"                                        | 3                  | —                  | —                  |
| 1952 | "Just a Little Lovin'"                             | 20                 | —                  | —                  |
| 1952 | "Maybe"(con Perry Como)                            | 3                  | —                  | —                  |
| 1952 | "Watermelon Weather"(con Perry Como)               | 19                 | —                  | —                  |
| 1952 | "I Remember When"                                  | 29                 | —                  | —                  |
| 1952 | "Wish You Were Here"                               | 1                  | —                  | 8                  |
| 1952 | "The Hand of Fate"                                 | 24                 | —                  | —                  |
| 1952 | "Lady of Spain"                                    | 6                  | —                  | —                  |
| 1952 | "Outside of Heaven"                                | 8                  | —                  | 1                  |
| 1952 | "Everything I Have Is Yours"                       | 23                 | —                  | 8                  |
| 1952 | "Christmas Day"                                    | 22                 | —                  | —                  |
| 1953 | "You're All I Want For Christmas"                  | 22                 | —                  | —                  |
| 1953 | "Even Now"                                         | 7                  | —                  | —                  |
| 1953 | "Downhearted"                                      | 5                  | —                  | 3                  |
| 1953 | "How Do You Speak To an Angel?"                    | 14                 | —                  | —                  |
| 1953 | "I'm Walking Behind You"                           | 1                  | —                  | 1                  |
| 1953 | "Just Another Polka"                               | 24                 | —                  | —                  |
| 1953 | "With These Hands"                                 | 7                  | —                  | —                  |
| 1953 | "Many Times"                                       | 4                  | —                  | —                  |
| 1953 | "Just To Be With You"                              | 18                 | —                  | —                  |
| 1953 | "Oh! My Pa-Pa"                                     | 1                  | —                  | 9                  |
| 1954 | "A Girl, a Girl"                                   | 6                  | —                  | —                  |
| 1954 | "Anema E Core"                                     | 14                 | —                  | —                  |
| 1954 | "Green Years"                                      | 8                  | —                  | —                  |
| 1954 | "My Friend"                                        | 15                 | —                  | —                  |
| 1954 | "The Little Shoemaker"(con Hugo Winterhalter)      | 9                  | —                  | —                  |
| 1954 | "The Magic Tango"(con Hugo Winterhalter)           | 22                 | —                  | —                  |
| 1954 | "Heaven Was Never Like This"                       | 21                 | —                  | —                  |
| 1954 | "I Need You Now"                                   | 1                  | —                  | 13                 |
| 1954 | "Count Your Blessings"                             | 5                  | —                  | —                  |
| 1954 | "Fanny"                                            | 29                 | —                  | —                  |
| 1955 | "A Man Chases a Girl"                              | 16                 | —                  | —                  |
| 1955 | "(I'm Always Hearing) Wedding Bells"               | 20                 | —                  | 5                  |
| 1955 | "Heart"                                            | 6                  | —                  | —                  |
| 1955 | "Song of the Dreamer"                              | 11                 | —                  | —                  |
| 1955 | "Don't Stay Away Too Long"                         | flip               | —                  | —                  |
| 1955 | "Magic Fingers"                                    | 52                 | —                  | —                  |
| 1955 | "I Wanna Go Where You Go"                          | 75                 | —                  | —                  |
| 1955 | "Dungaree Doll"                                    | 7                  | —                  | —                  |
| 1955 | "Everybody's Got a Home But Me"                    | 20                 | —                  | —                  |
| 1956 | "Without You"                                      | 41                 | —                  | —                  |
| 1956 | "No Other One"                                     | 65                 | —                  | —                  |
| 1956 | "On the Street Where You Live"                     | 18                 | —                  | —                  |
| 1956 | "Sweet Heartaches"                                 | 42                 | —                  | —                  |
| 1956 | "O My Maria"                                       | 80                 | —                  | —                  |
| 1956 | "Cindy, Oh Cindy"                                  | 10                 | —                  | 5                  |
| 1957 | "Some Day Soon"                                    | 94                 | —                  | —                  |
| 1957 | "Tonight My Heart Will Be Crying"                  | 96                 | —                  | —                  |
| 1957 | "Sunshine Girl"                                    | 94                 | —                  | —                  |
| 1961 | "Tonight"                                          | 44                 | 12                 | —                  |
| 1962 | "Arrivederci, Roma"                                | 112                | —                  | —                  |
| 1965 | "Sunrise, Sunset"                                  | 119                | 22                 | —                  |
| 1965 | "Young and Foolish"                                | —                  | 25                 | —                  |
| 1966 | "Games That Lovers Play"                           | 45                 | 2                  | —                  |
| 1967 | "People Like You"                                  | 97                 | 4                  | —                  |
| 1967 | "Now I Know"                                       | 131                | 23                 | —                  |

### Álbumes
- Eddie Fisher Sings (álbum de 10 pulgadas) (RCA Records 1952)
- I'm In The Mood For Love (RCA Victor 1952/55)
- Christmas With Eddie Fisher (10 pulgadas) (RCA Victor 1952)
- Irving Berlin Favorites (10 pulgadas) (RCA Victor 1954)Grossinger'sz
- May I Sing To You? (RCA Victor 1954/55)
- I Love You (RCA Victor 1955)
- Academy Award Winners (RCA Victor 1955)
- Bundle Of Joy (banda sonora) (RCA Victor 1956)
- As Long As There's Music (RCA Victor 1958)
- Scent Of Mystery (banda sonora) (Ramrod 1960)
- Eddie Fisher At The Winter Garden (Ramrod 1963)
- Eddie Fisher Today! (Dot 1965)
- When I Was Young (Dot 1965) (regrabaciones de sus éxitos en RCA Victor)
- Mary Christmas (Dot 1965)
- Games That Lovers Play (RCA Victor 1966)
- People Like You (RCA  Victor 1967)
- You Ain't Heard Nothing Yet (RCA Victor 1968)
- After All (Bainbridge Records 1984)

### Compilaciones
- Thinking Of You (RCA Victor 1957)
- Eddie Fisher's Greatest Hits (RCA Victor 1962)
- The Very Best Of Eddie Fisher (MCA 1988)
- All Time Greatest Hits Vol.1 (RCA 1990)
- Eddie Fisher - Greatest Hits (RCA 2001)